# Haida (popolazione)
Gli Haida sono un piccolo gruppo di indigeni nativi delle Haida Gwaii, nella Columbia Britannica (Canada), e dei territori circostanti che si affacciano sulla costa del Pacifico, suddivisi tra Canada e Stati Uniti. Sono affini alle vicine popolazioni Tlingit e Tsimshian, e la loro sussistenza dipendeva molto dalla pesca in mare e dalle attività forestali.
Storicamente le famiglie "Kaigani Haida" vivono nell'Alaska sud-orientale e nell'isola Principe di Galles. 

## Usi e costumi
Nell'organizzazione sociale degli Haida il rango di capo veniva trasmesso per via matrilineare, di solito passando alla figlia maggiore del capo. Anche la disposizione in cui le persone si sedevano durante le feste o i potlatch era determinata in base al rango sociale.
Gli Haida sono abili intagliatori: producono utensili di ardesia nera, canoe decorate per pescare e per viaggiare e caratteristici totem, dalle dimensioni variabili.

## Popolazione
Il primo europeo che li incontrò fu Juan Perez, che arrivò nel 1774 con la corvetta Santiago, seguito dal famoso esploratore francese La Perouse. Il contatto con gli Europei fu catastrofico per gli Haida, perché portò loro impoverimento, epidemie di vaiolo e malattie veneree e per questo motivo oggi sono quasi estinti. Il contatto con la civiltà moderna ha ridotto drasticamente la popolazione Haida, che da una punta massima di più di ottomila persone (registrate nel censimento del 1841) è passata a poco più di mille.

## Haida famosi
- Primrose Adams, artista
- Delores chill, artista e intrecciatrice
- Marcia Crosby, storica d'arte
- Cumshewa, capo
- Florence Davidson, artista e memorista
- Reg Davidson, scultore
- Robert Davidson, scultore
- Freda Diesing, scultrice
- Charles Edenshaw, scultore, gioielliere e pittore
- Gidansda Guujaaw (Gary Edenshaw), artista e politico, ex-Presidente del Consiglio della Nazione Haida
- Dorothy Grant, artista e fashion designer
- Jim Hart, artista e capo ereditario del Clan Aquila Stasstas
- Koyah, capo
- Gerry Marks, artista
- Bill Reid, scultore e gioielliere
- Jay Simeon, artista
- Skaay, storico
- Michael Nicoll Yahgulanaas, artista